# NGC 7522
NGC 7522 је појединачна звезда у сазвежђу Водолија која се налази на NGC листи објеката дубоког неба.
Деклинација објекта је - 22° 53' 40" а ректасцензија 23h 15m 36,3s. Привидна величина (магнитуда) објекта NGC 7522 износи 13,9.